# Перикл в коринфском шлеме
Перикл в коринфском шлеме (бюст Перикла) — античная иконография изображений древнеафинского полководца и государственного деятеля Перикла.

## История и описание
Предполагается, что иконография восходит к древнегреческой статуе Перикла в полный рост, которая была установлена на Афинском Акрополе. Во II веке нашей эры статуя ещё существовала (согласно Павсанию), но до наших дней не сохранилась. 
Согласно Плинию Старшему, мнение которого поддерживается не всеми современными исследователями, её автором являлся скульптор Кресилай (Кресил). 
В римскую эпоху с афинской статуи Перикла в полный рост были выполнены мраморные копии в формате бюстов (погрудных изображений). Их количество, вероятно, было довольно значительным, так как до наших дней сохранились четыре из них. Владельцами четырёх сохранившихся бюстов являются: 
- Британский музей (Лондон). Экземпляр был найден на Вилле Адриана в Тиволи в окрестностях Рима. На этом экземпляре имя изображённого подписано (др.-греч. Περικλῆς).
- Античное собрание (Берлин). Экземпляр найден на острове Лесбос, куплен музеем на антикварном рынке в 1901 году.
- Музей античной скульптуры Баракко, Рим, Италия. Экземпляр куплен в 1884 году у коллекционера Аугусто Кастеллани (1829—1914), сына Фортунато Пио Кастеллани.
- Музей Пио-Клементино, Музеи Ватикана, Рим, Ватикан. Как и экземпляр из коллекции Британского музея, найден в Тиволи на вилле Адриана. Этот экземпляр содержит наиболее длинную подпись (в оригинале — на древнегреческом языке): «Перикл, сын Ксантиппа, афинянин».

Четыре сохранившихся бюста не являются точными копиями друг друга, так как каждый из них высекался скульпторами вручную из мрамора по общему образцу. 
В Новое время бюст продолжал пользоваться популярностью, было выполнено некоторое количество его копий, украсивших резиденции европейской аристократии и музейные собрания. Такой копией располагает, в частности, московский Пушкинский музей (созданная для музея копия выполнена с экземпляра из собрания музея Пио-Клементино). 
Бюсты изображают Перикла мужчиной средних лет, с правильными чертами лица, средней длины кудрявыми волосами и короткой, ухоженной, кудрявой бородой. Лицо военачальника изображено спокойным и величественным. Шлем коринфского типа — во времена Перикла утилитарный элемент боевого доспеха, поднят и сдвинут вверх, чтобы не закрывать лицо. Шлем лишён всяких дополнительных украшений, характерных для парадного доспеха, чем подчёркивается его практическое значение. Однако, позже, в римскую эпоху, Плутарх считал, что скульпторы почти всегда изображали Перикла в таком шлеме, так как «не хотели представлять его в позорном виде»: голова у «первого гражданина» была «продолговатая и несоразмерно большая». В действительности эффект «продолговатой головы» возникает, вероятно, из-за того, что шлем Перикла полностью сдвинут вверх (в эпоху Плутарха шлемы такого типа уже не использовали). Характерно, что в таком же шлеме был изображён и другой афинский стратег — Фемистокл.

## Галерея
- Бюст из собрания музея Пио-Клементино
- Бюст из собрания Британского музея